# Gniewoszów
Gniewoszów è un comune rurale polacco del distretto di Kozienice, nel voivodato della Masovia.
Ricopre una superficie di 84,29 km² e nel 2004 contava 4 232 abitanti.